# Gambar Zulalov
Gambar Zulalov (en azerí: Qəmbər Əbdül oğlu Zülalov; Şuşa, 1895 – Bakú, 1976) fue cantante de ópera y actor de Azerbaiyán.

## Biografía
Gambar Zulalov nació en 1895 en Şuşa. Después de la muerte de su padre, él y su hermano Ali Zulalov fueron adoptados por su tío Bulbuljan. Inició su carrera en 1917 en Şuşa. En 1919 llegó a Bakú. En los años 1926-1975 fue solista del Teatro de Ópera y Ballet Académico Estatal de Azerbaiyán. Interpretó en las óperas “Leyli y Medzhnun”, “Asli y Karam” y ”Koroğlu”.  En 1958 recibió el título “Artista de Honor de la RSS de Azerbaiyán”.
Gambar Zulalov murió en 1976 en Bakú.

## Premios y títulos
- Artista de Honor de la RSS de Azerbaiyán (1958)